# Ruwe-smelemineermot
De ruwe-smelemineermot (Elachista adscitella) is een vlinder uit de familie grasmineermotten (Elachistidae). De wetenschappelijke naam is voor het eerst geldig gepubliceerd in 1851 door Stainton.
De soort komt voor in Europa.